# Гибралтар на Светском првенству у атлетици на отвореном 2023.
Гибралтар је учествовао на 19. Светском првенству у атлетици на отвореном 2023. одржаном у Будимпешти од 19. до 27. августа осамнаести пут. Само није учествовао 1993. године. Репрезентацију Гибралтара представљао је један атлетичар који се такмичио у трци на 100 м.,

На овом првенству такмичар Гибралтара није освојио ниједну медаљу али је остварио најбољи резултат сезоне.

## Учесници
Мушкарци:
- Јеси Франко — 200 м

## Резултати

### Мушкарци
| Атлетичар   | Дисциплина | Лични рекорд | Квалификације | Квалификације | Полуфинале           | Полуфинале           | Финале               | Финале       | Детаљи         |
| Атлетичар   | Дисциплина | Лични рекорд | Резултат      | Место         | Резултат             | Место                | Резултат             | Место        | Детаљи         |
| ----------- | ---------- | ------------ | ------------- | ------------- | -------------------- | -------------------- | -------------------- | ------------ | -------------- |
| Јеси Франко | 200 м      | 21,20        | 22,04 ЛРС     | 9. у гр. 2    | Није се квалификовао | Није се квалификовао | Није се квалификовао | 54 / 54 (57) | [ мртва веза ] |